# Mus på Manhattan
Mus på Manhattan är den nittonde Tom och Jerry kortfilmen. Den hade premiär i amerikanska biografer 7 juli 1945. För regi och manus stod William Hanna och Joseph Barbera. För animation stod Kenneth Muse, Ray Patterson, Irven Spence och Ed Barge och för musik står Scott Bradley. Producent var Fred Quimby. Filmen är vagt baserad på Aisopos fabel Lantmusen och Stadsmusen.